# Thomas Bolaers
Thomas Bolaers  est un ancien handballeur belge né le 18 février 1990. Il évoluait au poste d'arrière gauche.

## Carrière
Thomas Bolaers a commencé le handball à l'Union Beynoise en Belgique. À 19 ans, il quitte son pays natal pour intégrer le centre de formation du club français d'Istres OPH.
Et en y travaillant dur, il parvient même à intégrer le noyau professionnel de club et à être sélectionné en équipe nationale de Belgique mais en 2010, à cause de graves problèmes de santé, il retourne en Belgique dans son club natal de l'Union beynoise, dans le but de poursuivre ses études de Kiné.
Thomas décide de quitter beyne en 2011 avec son petit frère pour rejoindre le club United HC Tongeren.
Avec son club en 2012, il découvrit la Coupe des coupes où il rencontra le club serbe du RK Vojvodina Novi Sad, mais malgré une victoire à domicile, le club s'inclina sur un total de 55 à 57 (31-24; 33-24), lors des deux rencontres en Coupe d'Europe.
L'année suivante, Tongres rencontra les champions norvégiens Elverum Handball où il fut élu meilleur joueur de la rencontre avec 6 buts marqués. En plus de ces quatre rencontres en Coupe d'Europe, le United HC Tongeren fut champion de Belgique.
Le 18 juillet 2013, une fois avoir obtenu son diplôme de kiné, Thomas est transféré vers le SMV Vernon Saint-Marcel en France, transfert qui fut accepté le 1er août 2013.
Ainsi depuis 2013, Thomas retrouve le niveau professionnel en jouant en Pro D2 avec le club du SMV Vernon Saint-Marcel. Cette année là, Thomas finira 4iem meilleur buteur du championnat. L'année suivante Thomas part pour Besançon et son club, onzième de la Pro D2 2013-2014. Cette année là Thomas participa à tous les matchs de la campagne de qualification pour cette zone euro avec donc, six titularisations durant laquelle il marqua 15 buts. Ensuite il fut transféré dans le club de billere pour une saison où il finira cinquième meilleur buteur de la saison. En 2017, après avoir été contacté par plusieurs clubs de première division, il signa trois ans dans le club de Cesson Rennes métropole handball en lidle starligue.

## Vie privée
Thomas est né le 18 février 1990 à Liège, il a également un frère Nathan Bolaers évoluant au United HC Tongeren en division 1 au poste de pivot.

## Palmarès
- Champion de Belgique Division 1 de handball (2012)
- Apparitions 7 de la semaine en lidle starligue
- Apparitions buts de la semaine en lidle starligue
- Champion de proligue 2020
- 50 sélections en équipe nationale Belge